# Lasse Norman Hansen
Lasse Norman Hansen (* 11. února 1992 Faaborg) je dánský dráhový i silniční cyklista. Na olympiádě v Londýně roku 2012 vyhrál víceboj (omnium) v dráhové cyklistice. O čtyři roky později, na olympijských hrách v Rio de Janeiro ve stejné disciplíně získal bronz, který zároveň bral i v týmovém závodě. Má též dvě stříbra z dráhového mistrovství světa (2013, 2014) a mistrovství Evropy (2011, 2015). Souběžně s dráhovou cyklistikou se vždy věnoval též silniční. V roce 2014 přešel k profesionálům, v současnosti jezdí za tým Corendon–Circus. Jeho sestra Louise Hansenová je rovněž profesionální cyklistkou.